# Injannasi
Injannasi (Mongolisch: ᠢᠨᠵᠠᠨᠨᠠᠰᠢ Injannasi; chinesisch 尹湛纳希, Pinyin Yǐnzhànnàxī; Kyrill-Mongolisch: Ванчинбалын Инжинаш; auch: Inǰannasi, Wantschinbalyn Indschinasch; * 20. Mai 1837 in Liangshuihe, Stadt Beipiao, Provinz Liaoning, Kaiserreich China; † 25. Februar 1892 in Xinmin, Stadtbezirk Taihe der Stadt Jinzhou, Provinz Liaoning, Kaiserreich China) war ein mongolischer Schriftsteller und Historiker Chinas und gilt als einer der Begründer des mongolischen Romans. Injannasi war in 27. Generation direkter Nachfahre des Temujin (ᠲᠡᠮᠦᠵᠢᠨ) aus dem Klan Bôrjigin (ᠪᠣᠷᠵᠢᠭᠢᠨ), bekannt als Dschingis Khan (ᠴᠢᠩᠭᠢᠰ ᠬᠠᠭᠠᠨ).

## Leben
Injannasi wurde als siebenter von acht Söhnen in eine adlige Familie des damaligen Tumed-Banners des Rechten Flügels (土默特右翼旗) im Josotu-Bund (卓索图盟) geboren. Er war ein Sohn des Wangqinbala (Mongolisch: ᠸᠠᠩᠴᠢᠨᠪᠠᠯᠠ Wangqinbala; chinesisch 旺钦巴勒, Pinyin Wàngqīnbālè; Kyrill-Mongolisch: Ванчинбал; auch: Wantschinbal; 1795–1847), eines gebildeten Beamten und Land- und Grubenbesitzers. Obwohl der mongolischen Oberschicht angehörend, die ein Leben im Stil der während der Qing-Dynastie in China herrschenden Mandschu führte und auch han-chinesische Lebensformen übernahm, erfasste Injannasi früh die Zuspitzung der gesellschaftlichen Konflikte, wie sie zwischen den Mandschu, den Han-Chinesen und den in seiner Heimatregion ursprünglich mehrheitlich lebenden Mongolen bestanden.
Aus diesen Konflikten erwuchs das Hauptwerk des Dichters, der die chinesische Kultur bewunderte und gleichermaßen zur nationalen Rückbesinnung der Mongolen aufrief, indem er die Idee beförderte, die Herrschaft eines aufgeklärten Fürsten könne eine Alternative zu den feudalen Verhältnissen des 19. Jahrhunderts mit ihren sich verstärkenden Anzeichen des Verfalls sein.
Im Geiste des Konfuzianismus und des Buddhismus erzogen, beschäftigte sich Injannasi früh mit Sprachen und Literatur, wobei ihm die klassischen chinesischen Romane wie „Der Traum der Roten Kammer“ als literarisches Vorbild dienten. Neben der mongolischen und der chinesischen Sprache beherrschte er auch Mandschurisch, Tibetisch und Sanskrit.

## Werk
Nach dem unvollendet gebliebenen autobiographischen Jugendwerk Die Tränen des Verliebten griffen seine Romane Das einstöckige Haus und Der Rote Pavillon der leisen Tränen (alle erst 1957 erschienen) Motive des chinesischen Romans auf. Besonders Das einstöckige Haus enthält realistische, sozialkritische Passagen wie Das Lied vom armen Bauern (dt. 1972).
Injannasi wurde zum Begründer des mongolischen Romans, der sich deutlich von den Chroniken (Towtsch) des 17. bis 19. Jahrhunderts abhebt und kritisches Gedankengut aufnimmt. Eine Besonderheit ist, dass er in seine Romane Gedichte einfügte, die Empfindungen und Stimmungen der literarischen Figuren zum Ausdruck bringen. Sie tragen impressionistischen Charakter, weisen oftmals epigrammatische Kürze auf und zeigen die starke lyrische Begabung des Autors. Verfasst im „chinesischen Stil“, den auch drei seiner älteren Brüder mit ihren Gedichten pflegten, unterscheiden sie sich von der übrigen mongolischen Dichtung.
Zum Lebenswerk Injannasis wurde Die Blaue Chronik des Aufstiegs der Großen Yuan-Dynastie (kurz Die Blaue Chronik oder Blaue Sutra genannt), das sein Vater begonnen hatte (er hatte die ersten acht Kapitel geschrieben) und an dem er von 1866 bis zu seinem Tod arbeitete. Von ursprünglich 120 konzipierten Kapiteln des Romans wurden jedoch nur 69 aufgefunden, die nach handschriftlicher Verbreitung erstmals 1929 gedruckt vorlagen. Der Autor wollte darin den Mongolen in ihrer Not und Verzweiflung Mut machen, indem er sich der Gestalt Dschingis Khans als einem „idealen Herrscher“ und dem „glorreichen Mittelalter“ (der Yuan-Dynastie von 1271 bis 1368) zuwandte. Allerdings hat die von ihm geschaffene Figur nur wenig mit dem historischen Staatsgründer und Weltenherrscher zu tun, denn Injannasis Roman hat stark zeithistorische Bezüge. Seine Bedeutung liegt darin, dass er trotz idealisierend-romantischer Elemente als ein Werk des kritischen Realismus bezeichnet werden kann.
Injannasi übernahm im Unterschied zu seinem Vater und seinen älteren Brüdern kein Staatsamt, sondern widmete sich ganz seinen literarischen Ambitionen. Heute findet sein Werk in der Volksrepublik China wie auch im Staat Mongolei hohe Anerkennung und er gilt neben Dulduityn Rawdschaa als Klassiker der mongolischen Literatur Chinas und der Mongolei.

## Werke
- ᠶᠡᠬᠡ ᠶᠣᠸᠠᠨ ᠤᠯᠤᠰ ᠤᠨ ᠮᠠᠨᠳᠤᠭᠰᠠᠨ ᠲᠥᠷᠦ ᠶᠢᠨ ᠬᠦᠬᠡ ᠰᠤᠳᠤᠷ Yehe Yûwan ûlûs-ûn mandûgsan toru-yin Huhe Sûdûr (Blaue Chronik des Aufstiegs der Großen Yuan-Dynastie). 呼和浩特 Hohhot: 内蒙古人民出版社 (Volksverlag der Inneren Mongolei) 1957/1979/1981. 3 Bände, 2018 Seiten.
- 成吉思汗演义 Chéngjísīhán Yǎnyì (Geschichte Dschingis Khans). Aus dem Mongolischen ins Chinesische übersetzt von 安柯钦夫 Ankeqinfu und 朝格柱 Chaogezhu. 北京 Peking: 中国戏剧出版社 (Chinesischer Theaterverlag) 1992. ISBN 7-104-00355-X. 2 Bände, 908 Seiten. (Übersetzung der „Blauen Chronik“).
- 泣红亭 Qìhóngtíng (Der Rote Pavillon der leisen Tränen). Aus dem Mongolischen ins Chinesische übersetzt von 曹都 Cao Du und 陈定宇 Chen Dingyu. 呼和浩特 Hohhot: 内蒙古人民出版社 (Volksverlag der Inneren Mongolei) 1981. 220 Seiten.
- 一层楼 Yīcénglóu (Das einstöckige Haus). Aus dem Mongolischen ins Chinesische übersetzt von 甲乙木 Jia Yimu. 呼和浩特 Hohhot: 内蒙古人民出版社 (Volksverlag der Inneren Mongolei) 1983. 294 Seiten.

## Übersetzungen ins Deutsche
- in: Walther Heissig, Geschichte der mongolischen Literatur, Bd. 1 / 19. Jahrhundert bis zum Beginn des 20. Jahrhunderts, Wiesbaden 1972
- in: Klaus Oehmichen, Zehn mongolische Dichter, Mongolische Notizen, Heft 17/2008
- in: Es wandern die Zeiten unter dem Ewigen Himmel. Eine Perlenkette mongolischer Dichtung, Leipzig 2014